# Prunus polytricha
Prunus polytricha är en rosväxtart som beskrevs av Emil Bernhard Koehne. Prunus polytricha ingår i släktet prunusar, och familjen rosväxter. Inga underarter finns listade i Catalogue of Life.